# 고춘선
고춘선(1952년 6월 2일~)은 조선민주주의인민공화국의 장거리 달리기 선수이다. 1976년 하계 올림픽과 1980년 하계 올림픽 마라톤에 참가했다.